# Lawrence County (Illinois)
Das Lawrence County ist ein County im US-amerikanischen Bundesstaat Illinois. Im Jahr 2010 hatte das County 16.833 Einwohner und eine Bevölkerungsdichte von 17,5 Einwohnern pro Quadratkilometer. Der Verwaltungssitz (County Seat) ist Lawrenceville.

## Geografie
Das County liegt im Südosten von Illinois am Wabash River, der die Grenze zu Indiana bildet. Es hat eine Fläche von 968 Quadratkilometern, wovon fünf Quadratkilometer Wasserfläche sind. An das Lawrence County grenzen folgende Nachbarcountys:
|                 | Crawford County |                       |
| Richland County |                 | Knox County (Indiana) |
|                 | Wabash County   |                       |

## Geschichte

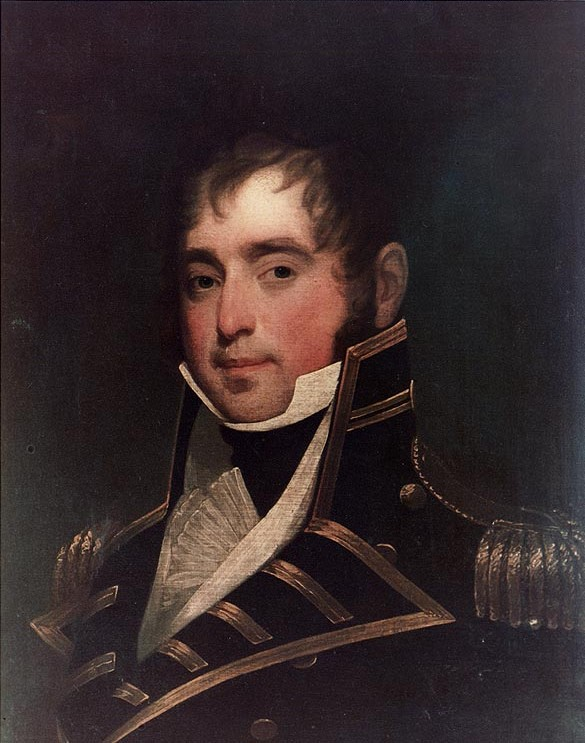
Lawrence

Lawrence County wurde am 16. Januar 1821 aus Teilen des Edwards County und des Crawford County gebildet. Benannt wurde es nach Captain James Lawrence, der mit dem Spruch: „Don't give up the ship“ im Britisch-Amerikanischen Krieg von 1812, nachdem er bereits tödlich verwundet worden war, bekannt wurde.
Der Wabash River war Ende des 17. Jahrhunderts und bis Mitte des 18. Jahrhunderts eine von den Franzosen beliebte Route um von Kanada bis zum Mississippi River und weiter zum Golf von Mexiko zu gelangen. Die Franzosen sicherten diese Route durch verschiedene Militärposten. Im Frieden von Paris fiel das Territorium 1783 an die Briten.
Am 18. Februar 1779 durchquerte George Roger Clark mit seinen Soldaten das Gebiet des späteren Lawrence County, überquerte den Wabash River bei St. Francisville und eroberte am 25. Februar 1779 Fort Vincennes. Nach dem Krieg von 1812 kamen weitere Siedler aus Ohio, Kentucky und Indiana. In der Folgezeit wurde eine Fähre über den Wabash River gebaut, in etwa an der Stelle der heutigen Lincoln River Bridge.
Im März 1830 überquerte der damals 21-jährige spätere Präsident Abraham Lincoln mit der gesamten Familie mit von Ochsen gezogenen Karren den Wabash River. Später, als Staatsanwalt, besuchte er noch öfters das County.

### Territoriale Entwicklung

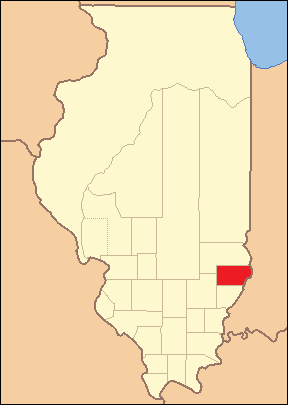
Das Lawrence County von seiner Gründung im Jahr 1821 bis 1824
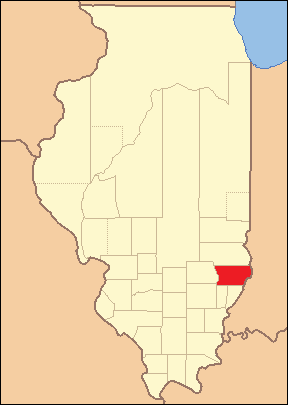
1824 bis 1841
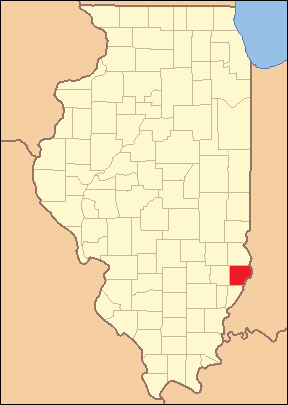
1841 bis heute

## Demografische Daten
Nach der Volkszählung im Jahr 2010 lebten im Lawrence County 16.833 Menschen in 5818 Haushalten. Die Bevölkerungsdichte betrug 17,5 Einwohner pro Quadratkilometer. In den 5818 Haushalten lebten statistisch je 2,18 Personen.
Ethnisch betrachtet setzte sich die Bevölkerung zusammen aus 88,5 Prozent Weißen, 10,0 Prozent Afroamerikanern, 0,3 Prozent amerikanischen Ureinwohnern, 0,3 Prozent Asiaten sowie aus anderen ethnischen Gruppen; 0,9 Prozent stammten von zwei oder mehr Ethnien ab. Unabhängig von der ethnischen Zugehörigkeit waren 3,5 Prozent der Bevölkerung spanischer oder lateinamerikanischer Abstammung.
19,2 Prozent der Bevölkerung waren unter 18 Jahre alt, 65,2 Prozent waren zwischen 18 und 64 und 15,6 Prozent waren 65 Jahre oder älter. 43,9 Prozent der Bevölkerung war weiblich.
Das jährliche Durchschnittseinkommen eines Haushalts lag bei 38.326 USD. Das Pro-Kopf-Einkommen betrug 17.050 USD. 16,2 Prozent der Einwohner lebten unterhalb der Armutsgrenze.

## Ortschaften im Lawrence County
| Citys - Bridgeport - Lawrenceville - St. Francisville - Sumner | Village - Russellville |

Unincorporated Communities
| - Applegate - Billett - Birds - Chauncey - Grays Corner | - Hadley - Helena - Petrolia - Pinkstaff - Riddleville1 | - Ruark - Sand Barrens - Westport |

1 – teilweise im Crawford County

## Gliederung
Das Lawrence County ist in neun Townships eingeteilt:
| Township            | Einwohner (2010) | FIPS     |
| ------------------- | ---------------- | -------- |
| Allison Township    | 267              | 17-00906 |
| Bond Township       | 685              | 17-07198 |
| Bridgeport Township | 2420             | 17-08199 |
| Christy Township    | 3774             | 17-14299 |
| Denison Township    | 1558             | 17-19395 |
| Lawrence Township   | 6521             | 17-42379 |
| Lukin Township      | 429              | 17-45200 |
| Petty Township      | 729              | 17-59377 |
| Russell Township    | 450              | 17-66378 |